# Phoradendron cymosum
Phoradendron cymosum är en sandelträdsväxtart som beskrevs av Ignatz Urban. Phoradendron cymosum ingår i släktet Phoradendron och familjen sandelträdsväxter. Inga underarter finns listade i Catalogue of Life.